# Kato Mikeladze
Ekaterine "Kato" Mikeladze, gruzijska novinarka in feministka, *1878, vas Kulaši, okrožje Kutaisi, †1942
Ekaterine Mikeladze je bila gruzijska novinarka in feministka, ki se je od leta 1916 borila za pravice žensk. Da bi ženske spodbudila k politični aktivnosti, je ustanovila Medstrankarsko ligo žensk, ki jo je podpiral časopis Glas gruzijske ženske. Ta časopis je ustanovila in urejala sama, v njem pa je objavljala članke o družbenih in političnih vprašanjih. Zaradi njenih prizadevanj je bilo leta 1919, po prvih demokratičnih volitvah v državi, pet žensk izvoljenih v  gruzijski parlament.

## Življenjepis
Mikeladze se je rodila leta 1878 v Kutaisiju. Svojo šolsko izobrazbo je zaključila v mestni šoli Sv. Nino. Leta 1898, že kot predana feministka, se je odzvala na trditve o omejeni inteligenci žensk. V reviji Kvali je komentirala: "Gibanje [za emancipacijo] se bo nadaljevalo, dokler ne bodo izkoreninjeni temeljni vzroki. Znanost kaže, da vzroki ekonomske in politične neenakosti ne izhajajo iz neenakosti v sposobnostih ali inteligenci." Po priporočilu Društva za širjenje pismenosti med Gruzijci so jo poslali na študij v na novo odprte pedagoške tečaje v Moskvo (1903). Vendar je kmalu odšla v tujino in se izobraževala v Evropi. Diplomirala je na Fakulteti za socialne in politične znanosti Univerze v Bruslju.
V Parizu, kjer je spremljala razvoj dogodkov v zvezi z vključevanjem žensk v politiko, je živela do leta 1915. Sledila je dejavnostim Britanske nacionalne Zveze združenj za volilno pravico žensk (British National Union of Women's Suffrage Societies) in Ženski socialni in politični zvezi (Women's Social and Political Union). Leta 1916 se je vrnila v Kutaisi in si prizadevala izboljšati udeležbo žensk v politiki z ustanovitvijo Medstrankarske lige žensk in časopisa Glas gruzijske ženske. Ta časopis je promoviral družbena in politična stališča žensk iz Gruzije in drugod po Evropi.

## Zapuščina
Leta 2013 je Sklad za ženske v Gruziji ustanovil nagrado Kato Mikeladze za priznanje dela aktivistk za pravice žensk v državi.